# Cholomandinga
Чоломандинга (Cholomandinga) — чилийская музыкальная группа, созданная в Консепсьоне в 1996 году; произведения группы характеризуются латинским ритмом и ироническими текстами.

## История
Группа была создана в 1996-м году в первоначальном составе:
Karrumba (вокал), Mauricio Chazcón Lermanda (гитара), Cristian Flako Lara (бас-гитара), Víctor Garrido (барабаны) и Marcelo Sánchez (перкуссия). Название группы происходит от слов «cholo», означающее на чилийском сленге мужчину африканской комплекции, и «mandinga» — одно из местных имён дьявола. Вначале группа гастролировала по области; позже состав группы переехал в столицу, Сантьяго. В 2003 вышел первый диск, «Porque Chile es porno» («Почему Чиле — это порно?»), включая хиты «El Partío» y «El opio». В 2007 группа выпустила второй диск, «En toma».

## Состав

### Нынешний
- Carrumba, вокал (1996 — •).
- Loko Leo Espina, барабаны (2005 — •).
- Iván Fredes, гитара (2007 — •).
- Miguel González, перкуссия (2007 — •).
- Samy Maluenda, бас-гитара (2009 — •).
- Nico Errazuriz, фортепиано (2009 — •).
- Sebastian Barrera (2009 — •).

### Бывшие участники
- Mauricio Chazcón Lermanda, гитара(1996—2007).
- Cristian Flako Lara, бас-гитара и перуанский кахон (1996—2005).
- Víctor Garrido, барабаны (1996—2001).
- Marcelo Sánchez, перкуссия (1996 —).
- Sammy Molano, барабаны и перкуссия (2001—2005).
- Renzo Valenzuela, конга, цимбалы и перкуссия (2002).
- Rodrigo Gómez, труба (2002—2004).
- Daniel Danielitro Carmona, тромбон (2002—2007).
- Eduardo Oso Jorquera, саксофон и флейта (2002—2007).
- Ignacio Pelao Ferrera, труба (2004—2007).
- Negro Cristi, бас-гитара (2005—2009).
- Pato Pailamilla, труба (2007—2009).
- Juan Contreras, тромбон (2007 —).
- Esteban Núñez, саксофон (2007—2009).
- Negro Medel, бас-гитара (2009).

## Дискография
| Год  | Название              | Лейбл       |
| ---- | --------------------- | ----------- |
| 2003 | Porque Chile es porno | Sello Azul  |
| 2007 | En toma               | Dicap       |
| 2008 | En Vivo               | Oveja Negra |